# Agrochola frigga
Agrochola frigga är en fjärilsart som beskrevs av Skala 1929. Agrochola frigga ingår i släktet Agrochola och familjen nattflyn. Inga underarter finns listade i Catalogue of Life.